# 伊達村澄
伊達 村澄（だて むらずみ）は、江戸時代中期の伊予国吉田藩世嗣。通称は宮内。

## 略歴
3代藩主・伊達村豊の長男として誕生。父または仙台藩主・伊達吉村より偏諱を受ける。
伊予吉田藩嫡子として育ち、享保18年（1733年）に8代将軍・徳川吉宗に拝謁する。しかし、家督を相続することなく享保20年（1735年）に19歳で早世した。
代わって、弟・村信が嫡子となった。